# Nanaloricus mysticus
Nanaloricus mysticus är en djurart som beskrevs av Kristensen 1983. Nanaloricus mysticus ingår i släktet Nanaloricus, och familjen Nanaloricidae. Arten är reproducerande i Sverige. Inga underarter finns listade i Catalogue of Life.